# Tremplin du Claret
Le tremplin du Claret est un tremplin de saut à ski français, situé à Autrans à l'ouest de Grenoble dans l'Isère. Le tremplin principal d'une taille de 92 mètres a été construit pour les Jeux olympiques d'hiver de 1968.

## Histoire
Autrans a une tradition importante du saut à ski, étant donné que plusieurs tremplins ont été établis après la Première Guerre mondiale.
Avant les Jeux olympiques d'hiver de 1968, les organisateurs décident que le petit tremplin sera construit à Autrans et que le grand tremplin (tremplin du Dauphiné) sera construit à Saint-Nizier-du-Moucherotte. Autrans accueillera aussi les compétitions de ski de fond et de combiné nordique.
Aux Jeux olympiques de Grenoble 1968, le Tchécoslovaque Jiří Raška remporte la médaille d'or au concours sur le petit tremplin.
Le site a peu été utilisé pour des compétitions internationales, excepté une manche de Coupe du monde de combiné nordique. En 2000, Manuel Fettner bat le record du tremplin dans une compétition FIS avec un saut de 97 mètres.

## Résultats des compétitions majeures
| Date            | Vainqueur  | Deuxième         | Troisième     | Compétition                      |
| --------------- | ---------- | ---------------- | ------------- | -------------------------------- |
| 18 février 1968 | Jiří Raška | Reinhold Bachler | Baldur Preiml | Jeux olympiques, tremplin normal |